# Congrès maghrébin au Québec
Pour les articles homonymes, voir CMQ.
Le Congrès maghrébin au Québec (CMQ) est un organisme à but non lucratif basé à Montréal et fondé en 2009. 

## Historique
Il a été fondé par Monsef Derraji, Lamine Foura  et Slimane Bah en 2009.  Il s'agit d'un think tank de Québécois d'origine maghrébine. Il a été conçu dans le but d'apporter une contribution au débat public québécois et canadien dans la perspective du traitement des préoccupations de cette communauté. Sa présidente est Mariama Zhouri, depuis janvier 2017.
En octobre 2014, le CMQ s'est impliqué auprès du gouvernement du Québec afin de mieux former les imams québécois pour détecter des individus à risque de radicalisation.